# Anybody Seen My Baby?
Anybody Seen My Baby? è un singolo del gruppo rock britannico The Rolling Stones, pubblicato nel settembre 1997 ed estratto dall'album Bridges to Babylon.
Il singolo raggiunse la posizione numero 22 nella UK Singles Chart britannica. All'estero la canzone ebbe maggiore successo, raggiungendo la vetta della classifica in Canada e Polonia, e la top 20 in varie altre nazioni europee, incluse Ungheria e Spagna. In Italia raggiunse la decima posizione. Negli Stati Uniti il singolo raggiunse la terza posizione nella classifica Billboard Mainstream Rock.

## Il brano
Scritta da Mick Jagger e Keith Richards, la canzone include anche crediti compositivi alla cantante k.d. lang e a Ben Mink. Il brano è principalmente conosciuto per il suo ritornello, molto simile a quello del successo del 1992 della lang intitolato Constant Craving. Jagger e Richards dichiararono di non avere mai ascoltato tale brano in precedenza, scoprendo la somiglianza solo prima della pubblicazione del singolo degli Stones. Come riportato da Richards nella sua autobiografia Life, furono la figlia Angela e alcuni suoi amici a fargli notare l'indubbia somiglianza tra i due motivi.
Inoltre, si dice che Has Anybody Seen My Baby sia il titolo di una canzone composta e incisa da Brian Jones dopo aver lasciato i Rolling Stones.
Anybody Seen My Baby? è caratterizzata dalla presenza di un ampio ventaglio di influenze, ed includendo un campionamento dell'artista hip-hop Biz Markie, è l'unica canzone dei Rolling Stones a contenere una tecnica simile. Il basso e le tastiere nel brano sono suonati da Jamie Muhoberac. Waddy Wachtel suona la chitarra acustica mentre Jagger, Richards, Wood e Wachtel suonano le chitarre elettriche. Il pezzo possiede un forte "sound" R&B, sorretto dal basso di Muhoberac.

## Pubblicazione
Il singolo fu un successo a livello mondiale nel 1997, raggiungendo la top 20 in varie nazioni europee, la prima posizione in Canada, e la terza negli Stati Uniti.

## Video
Il videoclip musicale per la canzone vede la partecipazione di Angelina Jolie. L'attrice interpreta il ruolo di una spogliarellista che interrompe a metà l'esibizione per aggirarsi tra le strade di New York City, inseguita da Mick Jagger.

## Formazione
- Mick Jagger: voce solista, chitarra elettrica
- Keith Richards: chitarra elettrica
- Ron Wood: chitarra elettrica
- Charlie Watts: batteria
- Waddy Wachtel: chitarra elettrica
- Jamie Muhoberac: basso, tastiere
- Bernard Fowler: cori
- Blondie Chaplin: tamburello, spolverino, cori
- Joe Sublett: sassofono
- Jim Keltner: percussioni